# Vojni spomenik Koreje
Vojni spomenik Koreje (korejsko 전쟁기념관) je muzej, ki stoji v Jongsan-dongu, Jongsan-gu, Seul, Južna Koreja. Odprt je bil leta 1994 na mestu nekdanjega vojaškega poveljstva, da bi razstavljal in obeležil vojaško zgodovino Koreje. Zgrajen je bil z namenom preprečevanja vojne z nauki iz korejske vojne in za upanje na mirno združitev Severne in Južne Koreje. Spominska stavba ima šest notranjih razstavnih prostorov in zunanji razstavni center, kjer so razstavljeni vojni spominki in vojaška oprema iz Kitajske, Južne Koreje in Združenih držav.

## Zgodovina
Vojni spomenik zajema zgodovino korejske vojne, ki je potekala od 25. junija 1950 do 27. julija 1953.

## Gradnja
Gradnja Vojnega spomenika Koreje je bila končana decembra 1993. Projekt je bil izveden v sodelovanju z vojaškimi strokovnjaki, pri čemer je bila zbrana široka paleta razstavnih predmetov doma in v tujini. Po dokončanju notranjosti je bil spomenik uradno odprt 10. junija 1994 in postal največja tovrstna znamenitost na svetu.

## Okolica
Vojni spomenik Koreje, ki stoji na starem mestu poveljstva vojske, ima tri nadzemne etaže z razstavami. Ima tudi dve podzemni etaži v glavni stavbi, ki stoji na površini približno 20.000 m2.
V zaprtih levih in desnih galerijah, ki obdajata pročelje glavne stavbe, so vrste spomenikov iz črnega marmorja, na katerih so vklesana imena umrlih med korejsko vojno, vietnamsko vojno, spopadi s Severno Korejo po korejski vojni in policistov, ki so umrli pri opravljanju dolžnosti. Na trgu v muzejskem kompleksu je umetni slap, okoli njega pa so razporejena počivališča, kjer si lahko obiskovalci privoščijo piknik in uživajo v prijetni pokrajini. V središču trga stoji kip bratov, starejši južnokorejski vojak in mlajši severnokorejski vojak, ki simbolizirata stanje divizije Koreje.

## Razstavni prostori
V sedmih dvoranah in zunanjem razstavnem prostoru je razstavljenih 6300 predmetov. Na voljo so spominska dvorana, soba vojne zgodovine, soba korejske vojne, soba ekspedicijskih sil, soba oboroženih sil Južne Koreje, razstavna dvorana za darovane artefakte in razstava velike vojaške opreme.
Razstave prikazujejo orožje in opremo od prazgodovine do sodobnega obdobja, pa tudi upodobitve pomembnih vojaških in militantnih osebnosti. Na zunanjem razstavnem prostoru na travnikih okoli stavbe je razstavljenih približno 100 velikih kosov orožja.

### Spominska dvorana
Ob vstopu v spominske dvorane je vklesano tole angleško besedilo:
Na tem spomeniku so vklesana imena vojakov in policistov oboroženih sil Republike Koreje, ki so padli v aktivaciji oboroženih sil, korejski vojni, vietnamski vojni in operaciji proti infiltraciji, ter vojakov sil Združenih narodov, ki so padli v korejski vojni.

### Notranji razstavni prostori
Predmeti, razstavljeni v notranjosti, vključujejo:
- Replika geobuksona - želvje ladje v polni velikosti
- raketni izstrelitelj Katjuša BM-13-16N Katjuša
- Gosenično pristajalno vozilo LVT-3 Bushmaster
- M4A3E8 Sherman
- uničevalec tankov M36
- M46 Patton
- tank T-34|T-34/85
- Cadillac Fleetwood 62, ki ga je uporabljal Singman Rhe
- limuzina ZIL ZIS-110] ki jo je prej uporabljal Kim Il Sung
- Cessna O-1 Bird Dog 112537
- KTX-1 Yeo-myung, prototip za serijsko napredno trenažno letalo KAI KT-1 Woongbi.
- MiG-15|MiG-15UTI Midget, trenažna različica lovskega letala MiG-15 Fagot.
- North American AT-6F Texan
- North American F-51D-25-NA Mustang 44–73494. To letalo je bilo izdelano v tovarni North American Aviation v Inglewoodu v Kaliforniji leta 1944. Sčasoma je služilo v 109. lovski eskadrilji Minnesota ANG, kjer je bilo nameščeno do leta 1952. Julija istega leta je bilo premeščeno v ROKAF kot letalo za uporabo v korejski vojni, označeno kot letalo "K-205".
- North American F-86F-30-NA Sabre 52–4308. Letalo je od leta 1953 letelo s 3200. preskusno skupino na [glin AFB na Floridi. Nato je bilo leta 1955 premeščeno v ROKAF.[5]
- Nosni del letala F-86 Sabre
- Jakovlev Jak-18 šolsko letalo

### Zunanji razstavni prostor
Razstavljeni predmeti vključujejo:
Letala s fiksnimi krili:
- de Havilland Canada U-6A Beaver 51–16837 (proizvajalčeva številka 386 in 1190). To letalo je bilo ameriški vojski dostavljeno kot L-20A 24. oktobra 1952. Leta 1962 je bil ta tip letala preimenovan v U-6A Beaver. V okviru programa vojaške pomoči je bil predan letalskim silam Republike Koreje.[6]
- Antonov An-2 "Colt"
- Curtiss C-46D-20-CU Commando 44–78541. To letalo je bilo zgrajeno leta 1944. To letalo je služilo v 45. eskadrilji transportnih letal na Pacifiškem območju med drugo svetovno vojno. Sčasoma ga je 2578. rezervni center za usposabljanje letenja v letalski bazi Ellington v Teksasu uporabljal kot vadbeno letalo za komandose TC-46D, dokler ga aprila 1956 ni umaknil iz uporabe. V uporabo 1. letalske komandoske krile v letalski bazi Eglin na Floridi se je vrnil leta 1963. Končno je bil 25. septembra 1968 premeščen v Kraljevo letalsko letalstvo (ROKAF) v okviru programa vojaške pomoči iz časa hladne vojne.[7]
- Fairchild C-123J Provider 56–4389. To letalo je bilo zgrajeno leta 1956 kot C-123B in kasneje v 1960-ih predelano v C-123J. To letalo je služilo 176. taktični skupini za zračni prevoz aljaške vojske (ANG) v letalski bazi Kulis na Aljaski in je oskrbovalo radarske lokacije aljaškega zračnega poveljstva, dokler ni bilo 21. januarja 1976 umaknjeno iz uporabe in poslano v MASDC. 5. maja 1977 je bilo poslano v Korejo kot del programa vojaške pomoči.[8]
- Leteči vagon Fairchild C-119G z oznako 53–3199. Prej C-119F, med letoma 1955 in 1957 predelano v C-119G, preden je bilo leta 1970 predano letalstvu Republike Kitajske. Kasneje je bilo podarjeno Korejskemu vojnemu spomeniku in prebarvano z oznakami ameriških zračnih sil.
- Boeing B-52D Stratofortress 55–0105. To letalo je eno od le treh letal B-52, razstavljenih zunaj ZDA. Med vietnamsko vojno je služilo v 4258. strateškem krilu na letališču U-Tapao na Tajskem in v 96. bombardiranem krilu na letališču Dyess v Teksasu. Trenutno je dolgoročno posojeno Korejskemu vojnemu spomeniku.
- Grumman S-2A Tracker 13–6707. To letalo je od leta 1962 služilo v 28. eskadrilji proti podmornic (VS-28) ameriške mornarice (sprva imenovani "Hukkerji" in kasneje "Igralci") na krovu USS Wasp (CVS-18). Leta 1972 je bilo upokojeno in premeščeno v ROKAF. Med reorganizacijo korejskih oboroženih sil je bilo kasneje prerazporejeno v mornarico ROK.[9]
- North American F-86D-35-NA Sabre 51–8502. To letalo je služilo v poveljstvu zračne obrambe ameriških zračnih sil, preden je bilo premeščeno v ROKAF.[10]
- Northrop F-5A-40-NO Freedom Fighter 68–9046 (konstrukcijska številka 6412). To letalo je bilo eno od 190 letal F-5A, izdelanih za ROKAF. Ima dolgo kariero v službi, saj je z ROKAF letelo vse do leta 2000. Trenutno je pobarvano z dvojno tigrovo glavo, ki je uporabljena na vseh letalih ROKAF F-5.
- McDonnell Douglas F-4C-23-MC Phantom II 64–0766. To letalo je služilo v 12. taktični lovski eskadrilji ameriških zračnih sil v vietnamski vojni od leta 1967 do 1970. Premeščeno je bilo v 35. taktično lovsko eskadriljo 347. taktične lovske krile na letališču Kunsan v Južni Koreji. Kasneje je bilo uporabljeno za usposabljanje letalskih posadk ameriških zračnih sil in je letelo v 170. taktični lovski eskadrilji Illinoiške anglikanske vojske in 123. lovsko-prestreznikovi eskadrilji Oregonske anglikanske vojske. Po koncu letalske kariere je bilo avgusta 1986 premeščeno v letališče Suwon v Južni Koreji, kjer je bilo uporabljeno kot trenažno letalo za obvladovanje poškodb, preden je bilo razstavljeno v Korejskem vojnem spomeniku.[11]
- Shenyang J-6. To letalo je kitajska kopija sovjetskega MiG-19 "Farmer". To letalo je 25. februarja 1983 v Južno Korejo poletel prebežnik KPAF, stotnik Lee Ung-Pyeong.
- Cessna T-41B Mescalero 67–15054. To letalo je letelo z ameriško vojsko, dokler ga leta 1971 niso poslali ROKAF v okviru programa vojaške pomoči za uporabo kot trenažno letalo. Zdaj je označeno z "T-045".
- North American T-28A Trojan 51–7830. To letalo so ZDA uporabljale kot trenažno letalo, preden so ga februarja 1961 poslale ROKAF. To letalo še vedno nosi svojo identifikacijsko številko ZDA "TA-830".
- Lockheed T-33A-1-LO Shooting Star 53–5129. To letalo je letelo z ZDA kot trenažno letalo, dokler ga niso poslali v Južno Korejo v okviru programa prodaje vojaške opreme tujini. Še vedno je označeno z identifikacijsko številko ZDA "TR-129".
- Cessna T-37C Tweet 72–1366. To letalo je bilo prodano letalstvu Republike Koreje in označeno kot "21366". Ta tip letala je služil v ROKAF kot trenažno letalo, letalo za boj proti zračni nevarnosti in lahko jurišno letalo.
- Buwalho, prvo doma proizvedeno korejsko letalo.

Helikopterji
- Bell AH-1J "International Cobra" 29066. Ta helikopter je bil eden od osmih helikopterjev AH-1J, ki so bili sposobni vleke, prodanih južnokorejski vojski leta 1978.[15]
- Bell UH-1B Iroquois 62–12542. Ta helikopter je prej služil kot bojni helikopter z ameriškimi mornaričnimi enotami HA(L)-3 Seawolves v vietnamski vojni, preden je bil predan južnokorejskim letalskim silam.[16]
- Bell OH-13H Sioux
- McDonnell Douglas MD 500 Defender
- Sikorsky H-5H Dragonfly 49–2007. Ta helikopter je bil zgrajen leta 1949 po pogodbi z ameriškimi letalskimi silami. Od novembra 1960 do maja 1960 je služil v Pensilvaniji kot N6591D, preden je bil podarjen muzeju ameriških letalskih sil in sčasoma posojen Korejskemu vojnemu spomeniku.[17]
- Sikorsky HH-19B Chickasaw 53–4425. Ta helikopter je bil 2. septembra 1954 dostavljen ameriškim zračnim silam kot H-19B. V ameriških zračnih silah je služil kot prevoznik vojakov, sčasoma pa je bil predelan za reševanje iz zraka in morja ter preimenovan v SH-19B (leta 1962 so bili vsi SH-19B preimenovani v HH-19B). Leta 1964 je bil poslan v Kraljevo letalsko vojsko (ROKAF).[18]
- Aerospatiale SA319B Alouette III 770301. Ta helikopter je prej služil v mornarici Južne Koreje. To letalo je 13. avgusta 1983 z raketami AS.11 potopilo infiltracijsko plovilo DLRK, preoblečeno v ribiško plovilo, pri čemer je umrlo 5 severnokorejskih vojakov. Ta helikopter je pobarvan z oznako uničenja v spomin na dogodek.

In drugo 